# Quảng Trí
Quảng Trí (bd) – wietnamski mistrz thiền ze szkoły vô ngôn thông.

## Życiorys
Pochodził ze stolicy. Jego rodzinnym nazwiskiem było Nhan. Był bratem Chương Phụng, królewskiej konkubiny. 
W pierwszym roku okresu Chương Thánh Gia Khánh, czyli w 1059 r., opuścił światowe życie i udał się studiować u mistrza thiền Thiền Lāo na górze Tiên Du. Dzięki mistrzowi osiągnął oświecenie. 
Następnie spędził jakiś czas praktykując i czyszcząc swój umysł. Za jakiś czas wieści o nim dotarły prawie wszędzie w kraju. Przebywał wtedy zapewne w klasztorze Quán Đỉnh na górze Không Lộ.
W jakiś czas potem zamieszkał na górze Từ Sơn. Zawsze nosił połataną szatę i żywił się sosnowymi szyszkami. Został duchowym towarzyszem mnicha pustelnika Minha Huệ. Ludzie uważali, że są oni reinkarnacją dwóch słynnych mnichów chińskich Hanshana i Shide.
Minister Prac Publicznych Đoàn Văn Khâm niezmiernie podziwiał mistrza. Ofiarował mu nawet wiersz.
Quảng Trí zmarł podczas okresu Quảng Hựu, czyli pomiędzy 1085 a 1091 r.

## Linia przekazu Dharmy zen
Pierwsza liczba oznacza liczbę pokoleń mistrzów od 1 Patriarchy indyjskiego Mahakaśjapy.
Druga liczba oznacza liczbę pokoleń od 28/1 Bodhidharmy, 28 Patriarchy Indii i 1 Patriarchy Chin.
Trzecia liczba oznacza początek nowej linii przekazu w danym kraju.
- 33/6. Huineng (638-713)
  - 34/7. Nanyue Huairang (677-744) szkoła hongzhou
    - 35/8. Mazu Daoyi (707-788)

  - 36/9. Baizhang Huaihai (720-814)
    - 37/10/1. Vô Ngôn Thông (759-826) Wietnam - szkoła vô ngôn thông
      - 38/11/2. Cảm Thành (zm. 860)
        - 39/12/3. Thiện Hội (zm. 900)
          - 40/13/4. Vân Phong (zm. 956)
            - 41/14/5. Khuông Việt (933-1011)
              - 42/15/6. Đa Bảo (zm. po 1028)
                - 43/16/7. Định Hương (zm. 1051)
                  - 44/17/8. Viên Chiếu (999-1090)
                    - 45/18/9. Thông Biện (zm. 1134)
                      - 46/19/10. Biện Tâi (bd)
                      - 46/19/10. Đạo Huệ (zm. 1173)
                        - 47/20/11. Tịnh Lực (1112–1175)
                        - 47/20/11. Trí Bảo (zm. 1190)
                        - 47/20/11. Trường Nguyên (1110–1165)
                        - 47/20/11. Minh Trí (zm. 1196)
                          - 48/21/12. Quảng Nghiêm (1122–1190
                            - 49/22/13. Thường Chiếu (zm. 1203)
                              - 50/23/14. Thông Thiền (zm. 1228) laik
                                - 51/24/15. Tức Lự (bd)
                                  - 52/25/16. Ứng Vương (bd) laik

                              - 50/23/14. Thần Nghi (zm. 1216)
                                - 51/24/15.. Ẩn Không (bd)

                        - 47/20/11. Tín Học (zm. 1190)
                        - 47/20/11. Tịnh Không (1091–1170)
                        - 47/20/11. Dại Xả (1120–1180)

                  - 44/17/8. Cứu Chỉ
                  - 44/17/8. Bảo Tính (zm. 1034)
                  - 44/17/8. Minh Tâm (zm. 1034)

                - 43/16/7. Thiền Lão
                  - 44/17/8. Quảng Trí
                    - 45/18/9. Mãn Giác (1052–1096)
                      - 46/19/10. Bổn Tịnh (1100–1176)

                    - 45/18/9. Ngộ Ấn (1020–1088)